# Branko Radivojevič
Branko Radivojevič, srb. Бранко Радивојевић (ur. 24 listopada 1980 w Pieszczanach) – słowacki hokeista, reprezentant Słowacji, olimpijczyk.
Jego ojciec Matija Radivojevič jest Serbem. Do ówczesnej Czechosłowacji przyjechał z Jugosławii jako stolarz pracujący przybudowie hoteli w Trenczyńskich Cieplicach i Pieszczanach.

## Kariera
- HC Dukla Trenczyn U18 (1995-1997)
- HC Dukla Trenczyn U20 (1997-1998)
- HC Dukla Trenczyn (1998)
- Belleville Bulls (1998-2001)
- Springfield Falcons (2001-2002)
- Phoenix Coyotes (2001-2004)
- Philadelphia Flyers (2004)
- VHK Vsetín (2004-2005)
- Luleå HF (2005)
- Philadelphia Flyers (2005-2006)
- Minnesota Wild (2006-2008)
- Spartak Moskwa (2008-2011)
- Atłant Mytiszczi (2011-2012)
- Spartak Moskwa (2012-2013)
- Nieftiechimik Niżniekamsk (2013)
- Slovan Bratysława (2013-2014)
- Bili Tygri Liberec (2014-2017)
- HC Dukla Trenczyn (2017-2019)

Wychowanek Dukli Trenczyn. Występował w drużynach juniorskich, zaś w drużynie seniorskiej rozegrał jeden mecz, po czym w 1998 wyjechał do Kanady i przez kolejne trzy lata grał w klubie Belleville Bulls z ligi OHL. W międzyczasie w drafcie NHL z 1999 został wybrany przez Colorado Avalanche. W sezonie 2001/2002 grał dla amerykańskiego zespołu Springfield Falcons w lidze AHL, pod koniec sezonu został zawodnikiem Phoenix Coyotes i 3 marca 2002 zadebiutował w rozgrywkach NHL. W elitarnej lidze rozegrał sześć sezonów w barwach trzech klubów (ponadto Philadelphia Flyers i Minnesota Wild). W 2008 powrócił do Europy i został graczem rosyjskiego klubu Spartak Moskwa w rozgrywkach KHL. Rozegrał w nim trzy sezony, po czym na sezon KHL (2011/2012) przeniósł się do Atłanta Mytiszczi. W maju 2012 ponownie został zawodnikiem Spartaka Moskwa (podpisał dwuletni kontrakt) i był kapitanem drużyny. Od lipca 2013 zawodnik Nieftiechimika Niżniekamsk, związany rocznym kontraktem. 21 października 2013 został zwolniony. Od 23 października 2013 zawodnik Slovana Bratysława. Od połowy października 2014 zawodnik Bili Tygri Liberec. W kwietniu 2015 przedłużył kontrakt o rok. Od maja 2017 ponownie zawodnik macierzystej Dukli Trenczyn. W marcu 2019 ogłosił zakończenie kariery zawodniczej.
Uczestniczył w turniejach mistrzostw świata w 2003, 2007, 2009, 2010, 2011, 2012, 2013 oraz zimowych igrzysk olimpijskich 2014.

## Sukcesy
Reprezentacyjne
- Brązowy medal mistrzostw świata: 2003
- Srebrny medal mistrzostw świata: 2012

Klubowe
- J. Ross Robertson Cup - mistrzostwo OHL: 1999 z Belleville Bulls
- Bobby Orr Trophy: 1999 z Belleville Bulls
- Leyden Trophy: 2001 z Belleville Bulls
- Złoty medal mistrzostw Czech: 2016 z Bílí tygři Liberec
- Srebrny mistrzostw Czech: 2017 z Bílí tygři Liberec

Indywidualne
- OHL 2000/2001:
  - Jim Mahon Memorial Trophy - pierwsze miejsce w klasyfikacji kanadyjskiej wśród prawoskrzydłowych w sezonie zasadniczym OHL
  - Pierwszy skład gwiazd
- KHL (2008/2009):
  - Mecz Gwiazd KHL
- KHL (2009/2010):
  - Mecz Gwiazd KHL
- Mistrzostwa Świata w Hokeju na Lodzie 2012/Elita:
  - Pierwsze miejsce w klasyfikacji zwycięskich goli: 2 (ex aequo)
- Mistrzostwa Świata w Hokeju na Lodzie 2013/Elita:
  - Jeden trzech najlepszych zawodników reprezentacji[11]
- Ekstraliga czeska w hokeju na lodzie (2015/2016):
  - Pierwsze miejsce w klasyfikacji asystentów w fazie play-off: 12 asyst

## Odznaczenia
- Medal Prezydenta Republiki Słowackiej – 2003[12]